# Fejes Tóth László
Fejes Tóth László (Szeged, 1915. március 12. – Budapest, 2005. március 17.) magyar matematikus, geométer, az MTA tagja.

## Neve
Tóth László néven született, a számos más Tóthtól való megkülönböztetés céljából a család a Fejes Tóth nevet (nagyapja ragadványnevét) akarta felvenni, de ezt bürokratikus okokból nem engedték. Így lett belőle Fejes László, ezen a néven diplomázott és kezdett cikkeket írni. Mivel a cikkek végén szereplő L. Fejes nagyon hasonlított az akkoriban leghíresebb magyar matematikus nevének rövidítésére (L. Fejér), amikor végül lehetővé vált, felvette a Fejes Tóth nevet.

## Tevékenysége
Az Óbudai Árpád Gimnáziumban matematikát és fizikát tanított 1945-től 1948-ig. Elsősorban a diszkrét geometria nevű tudományterületen ért el kiemelkedő eredményeket. 1970–1983 között az MTA Matematikai Kutatóintézetének igazgatója volt. 1953-ban a legsűrűbb gömbkitöltés problémáját véges számolásra vezette vissza. Ez lett a kiindulópontja azután Thomas Hales bizonyításának, amivel igazolta a Kepler-sejtést. „Megkerülhetetlen, impozáns, teljes életművet hagyott maga után.” (Pach János)

## Díjai, elismerései
- Kossuth-díj (1957)
- az MTA levelező tagja (1962)
- az MTA rendes tagja (1970)
- Állami Díj I. fokozat (1973) – A diszkrét geometria területén kifejtett alapvető munkásságáért, különösen a konvex testek elméletében, fedési és elhelyezési problémáikban, a rácsok geometriájában elért eredményeiért.
- Szele Tibor-emlékérem (1977)
- Gauss Emlékérem (1977)
- Akadémiai Aranyérem (2002)

## Könyvei

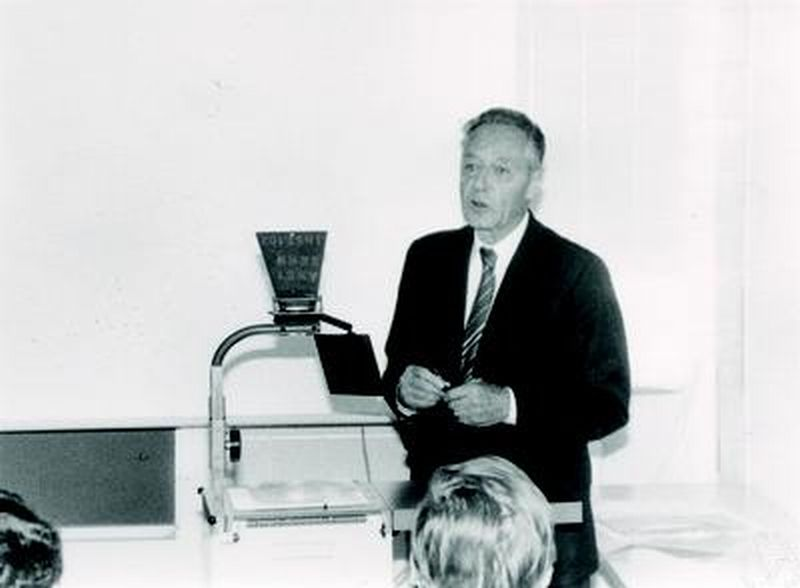
Fejes Tóth, Bécs, 1987-ben.
Fotó: Konrad Jacobs

- L. Fejes Tóth: Regular figures. Pergamon Press, 1964, xi+339 pp
- L. Fejes Tóth: Reguläre Figuren. Akadémiai Kiadó, Budapest, 1965, 316 pp.
- L. Fejes Tóth: Lagerungen in der Ebene auf der Kugel und im Raum. Zweite verbesserte und erweiterte Auflage. Grundlehren der mathematischen Wissenschaften, 65. Springer, 1972. xi+238 pp.